# Studnia w Skałach Rajcy
Studnia w Skałach Rajcy – schronisko w skałach Duże Rajce w dawnej wsi Przewodziszowice (obecnie część miasta Żarki) w województwie śląskim, w powiecie myszkowskim. Znajduje się na najwyższej z tych skał, w lesie po północno-wschodniej stronie zabudowań Przewodziszowic. Jest to teren Wyżyny Częstochowskiej w makroregionie Wyżyna Krakowsko-Częstochowska.

## Opis jaskini
Jest to idealnie pionowa studnia o gładkich ścianach w wapiennej skale. Jej górny otwór jest owalny, o rozmiarach 1,2 × 1,4 m, ku dołowi średnica studni zmniejsza się. Dno zawalone jest gliniasto-próchnicowym namuliskiem z odłamkami skał. Na ścianach rośnie roślinność naskalna: różne gatunki mszaków, glonów naskalnych, paprocie zanokcica skalna i zanokcica murowa, niektóre rośliny naczyniowe.
Na dnie studni brak wody.
W celu zabezpieczenia przed wpadnięciem do studni jej wylot zamknięto kratą.

## Historia eksploracji
Studnia miejscowej ludności znana była od dawna. Po raz pierwszy w 1997 r. opisał ją M. Bąk pod nazwą „Studnia w Przewodziszowicach”. Jej plan sporządził Jerzy Zygmunt 8 czerwca 2009 r.
Jest to studnia pochodzenia krasowego, ale częściowo wykopana. Kiedyś miała głębokość około 30 m, została jednak częściowo zawalona. Nie wiadomo kto ją wykopał, nie jest też znane jej przeznaczenie. Uważa się, że powstała dla potrzeb Strażnicy Przewodziszowice.

## Szlak turystyczny
Do studni prowadzi „Szlak Rajce” trasą: Przewodziszowice – ostaniec Przy Brzozie – Strażnica Przewodziszowice – Studnia w Skałach Rajcy – skała Duże Rajce. Powrót tą samą trasą.